# صنم کوبال
صنم کوبال (به ترکی استانبولی: Sinem Kobal) زادهٔ ۱۴ اوت ۱۹۸۶ بازیگر اهل ترکیه است.

## اوایل زندگی و حرفه
کوبال در ۱۴ اوت ۱۹۸۷ در استانبول از خانواده اهل همشین، ریزه، ترکیه زاده شد. پدر وی مهندس عمران بود و مادر وی خانه‌دار است. سینم برادری با نام کِرِم دارد. صنم در سن چهار سالگی آموزش رقص باله را در مدرسه باله آغاز کرد و هشت سال باله را ادامه داد. کوبال یک دانش‌آموز موفقی بود، وی در تیم والیبال بازی کرد و جایزه دوم در یک رقابت را به دست آورد. علاوه بر این، وی اولین جایزه در یک گام از رقابت‌های ایروبیک را برد. وی دیپلم دبیرستان خود را از رویال آکادمی دریافت کرد. وی مدیریت هنر و هنرهای نمایشی در دانشکده بیکنت مطالعه کرده است.
او حرفه هنری خود را با ایفای نقش در مجموعه تلویزیونی ددی در نقش دلارا گیریتلی آغاز کرد. وی حرفه هنری خود را در فیلم‌ها و مجموعه‌های تلویزیونی‌ بسیاری شامل: مدرسه، مقاومت کن، سلنا، دفتر دبیرستان، پسر انسان که جهان را نجات داد و مادران و مادرها آغاز کرد. وی در فیلم ۲۰۱۰ رومانتیک کمدی در نقش دیدم به ایفای نقش پرداخته است. او در بسیاری از تبلیغات تلویزیونی در ترکیه، از جمله تورکسل و بینگو ظاهر شده است.

## زندگی شخصی
وی با آردا توران بازیکن فوتبال اهل ترکیه کسی که برای باشگاه فوتبال بارسلونا و تیم ملی فوتبال ترکیه به‌عنوان سمت چپ مهاجم بازی کرد، از اوت ۲۰۰۹ رابطه دوستی داشت. کوبال و توران در ژانویه ۲۰۱۰ نامزد کردند. هر چند این دو در سال ۲۰۱۳ از یک‌دیگر جدا شدند. در ۱۴ مه ۲۰۱۶، کوبال با هنرپیشه ترک کنعان ایمیرزالی‌اوغلو ازدواج کرد. فرزند آن‌ها یک دختر به نام لالین در اکتبر ۲۰۲۰ زاده شد.

## فیلم‌شناسی
| سال       | مجموعۀ تلویزیونی | نقش        | توضیحات                 |
| --------- | ---------------- | ---------- | ----------------------- |
| ۲۰۰۱–۲۰۰۲ | ددی              | دلارا      |                         |
| ۲۰۰۳      | حرم سلطان        | عایشه      |                         |
| ۲۰۰۳      | دفتر دبیرستان    | اینجه      |                         |
| ۲۰۰۵      | نفس‌گیر           | آسلی‌گل     |                         |
| ۲۰۰۶      | خیابان‌های پشتی   |            | بازیگر مهمان            |
| ۲۰۰۶      | بلای خواهر شوهر  |            | بازیگر مهمان (قسمت ششم) |
| ۲۰۰۶–۲۰۰۹ | سلنا             | سلنا       |                         |
| ۲۰۱۰–۲۰۱۱ | راز کوچک         | سو مابئنجی |                         |
| ۲۰۱۱–۲۰۱۲ | Mor Menekşeler   | ?          |                         |
| ۲۰۱۲–۲۰۱۵ | عشق‌بازی          | سودا       |                         |
| ۲۰۱۵      | مادران و مادرها  | زلیخا      |                         |
| ۲۰۱۷      | چهره به چهره     | سلیها      |                         |

| سال  | فیلم                              | نقش    |
| ---- | --------------------------------- | ------ |
| ۲۰۰۳ | مدرسه                             | شبنم   |
| ۲۰۰۶ | پسر انسان که جهان را نجات داد     | بیانکا |
| ۲۰۰۸ | مقاومت کن                         | یاسمین |
| ۲۰۱۰ | رومانتیک کمدی                     | دیدم   |
| ۲۰۱۳ | Romantik Komedi 2: Bekarlığa Veda | دیدم   |
| ۲۰۱۵ | مرا سوزاندی                       | ایپک   |